# Stébnyk
Stébnyk (ucraniano: Сте́бник) es una ciudad de Ucrania, constituida administrativamente como una pedanía de la vecina ciudad de Drohóbych en el raión de Drohóbych de la óblast de Leópolis.
En 2017, la ciudad tenía 20 858 habitantes.
Se conoce la existencia de la localidad desde 1433, cuando se menciona como un asentamiento rural repartido entre nobles por el rey Vladislao II de Polonia. En 1440 recibió el Derecho de Magdeburgo. La ciudad se desarrolló con el tiempo como un centro de minería de sal. En la partición de 1772 pasó a formar parte del reino de Galitzia y Lodomeria, que desarrolló industrialmente la producción de sal en la zona y en 1910 estableció aquí una línea de ferrocarril en la línea de Drohóbych-Truskavets. En la Segunda República Polaca se privatizaron las minas, quedando en manos de una empresa de Leópolis. Durante el período soviético, aunque continuó aquí la producción de sal, la localidad pasó a desarrollarse como un área periférica de la aglomeración urbana de Drohóbych, pasando Stébnyk de tener unos dos mil habitantes en 1939 a unos veinte mil en 1975. Hasta la reforma territorial de 2020, Stébnyk tenía ayuntamiento propio como ciudad de importancia distrital, pero no pertenecía a ningún raión, sino que Drohóbych ejercía las funciones de raión como ciudad de importancia regional.
Se ubica en la periferia nororiental de Truskavets y suroriental de Drohóbych.